# Enryaku-ji

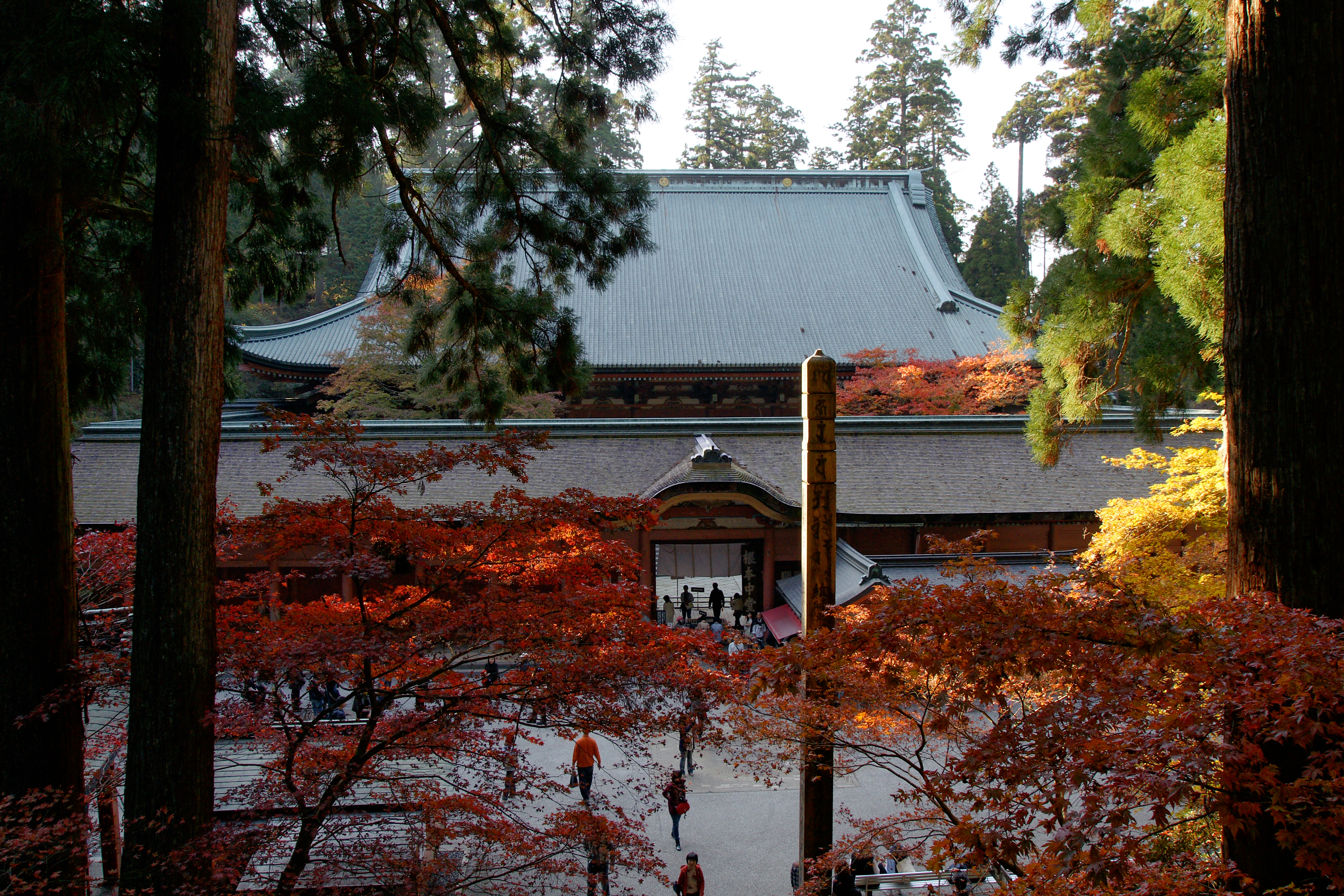
Kompon-chūdō (根本中堂), das Hauptgebäude des Klosters

Das Kloster Enryaku-ji (jap. 延暦寺) ist einer der berühmtesten buddhistischen Tempel in Japan, gegründet 788 vom Mönch Saichō, auf dem Berg Hiei nahe der damaligen Hauptstadt Heian-kyō (heutiges Kyōto).

## Geschichte
Bald wurde der Yakushi-nyorai gewidmete Tempel um die sogenannte Kompon-chūdō (根本中堂, Haupthalle), in der bei wichtigen Ereignissen alle Angehörigen des Klosters zusammenkommen, erweitert.
Auch am Berg erbaute man in jedem Tal sehr viele Tempel – auf der Höhe der Macht des Enryaku-ji sollen es 3000 gewesen sein. Der Tempelkomplex selbst teilt sich in drei Sektionen: Tōdō (東塔, östliche Pagode) mit der Kompon-chūdō und den wichtigsten Gebäuden, Saitō (西塔, westliche Pagode) und Yokawa (横川).
Es ist seit Beginn der Hauptsitz der Tendai-Richtung gewesen. Viele berühmte buddhistische Mönche und mehrere Personen, die später zu Begründern anderer Schulrichtungen wurden, haben dort studiert: Hōnen, Shinran, Eisai, Dōgen und Nichiren. Noch heute ist der Enryaku-ji ein wichtiges Zentrum des Buddhismus in Japan. In ihm wohnen 56 Jushoku, etwa einhundert Mönche und eintausend Schüler. Neben dem Tempel befindet sich die Hieizan Universität.
Der Enryaku-ji war besonders im Mittelalter mit dem kaiserlichen Hof sowohl religiös als auch politisch eng verbunden. 1571 verbrannte Oda Nobunaga die meisten Teile des Klosters und tötete alle darin lebenden Personen, weil er die Kriegsmönche als Gefahr sah. Die heutigen Gebäude wurden von Toyotomi Hideyoshi, Tokugawa Ieyasu und anderen Daimyō wiederhergestellt.
Das gesamte Kloster wurde 1994 zusammen mit anderen Stätten als UNESCO-Weltkulturerbe Historisches Kyōto (Kyōto, Uji und Ōtsu) registriert.

## Bilder

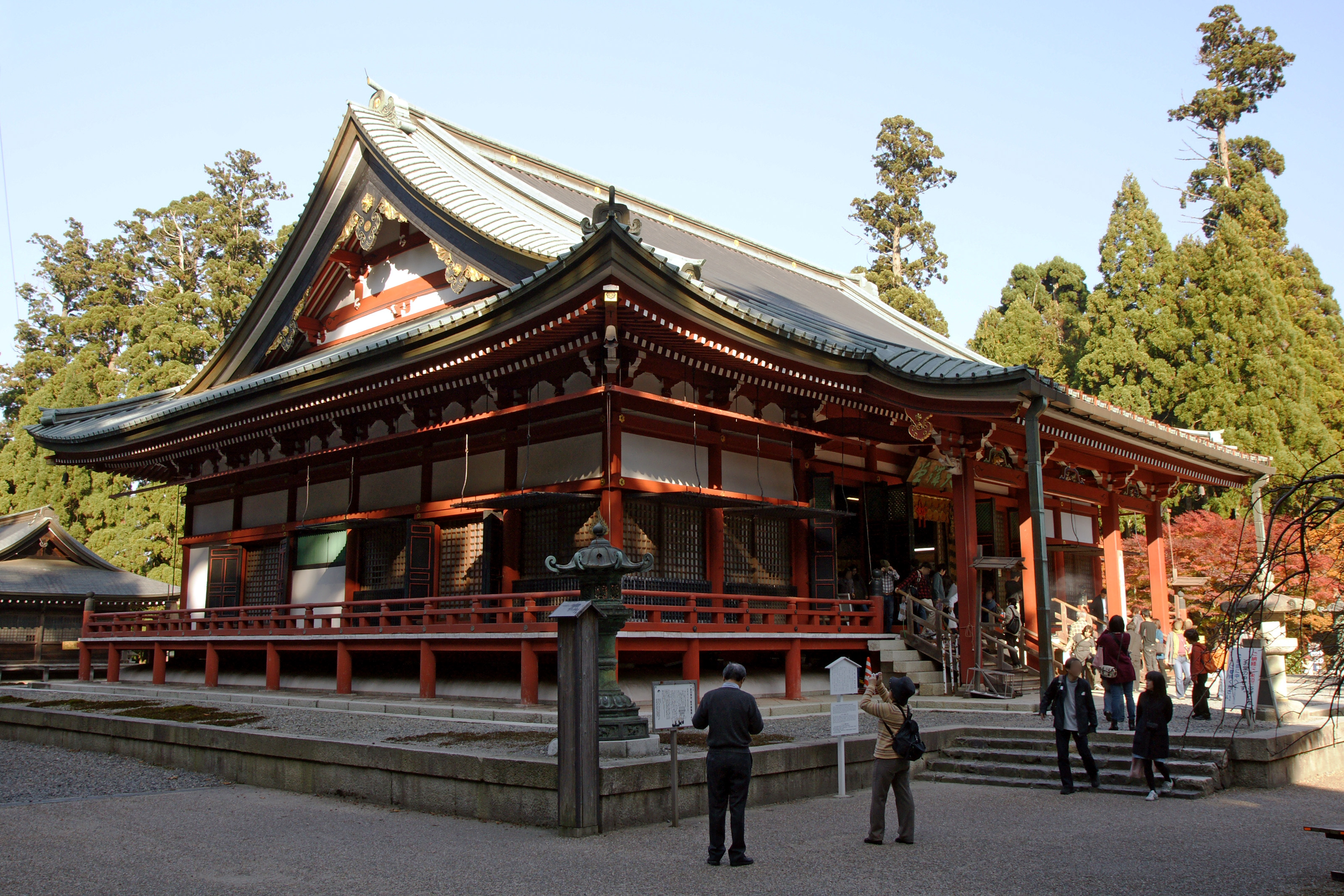
Daikō-dō (大講堂) Große Lehrhalle
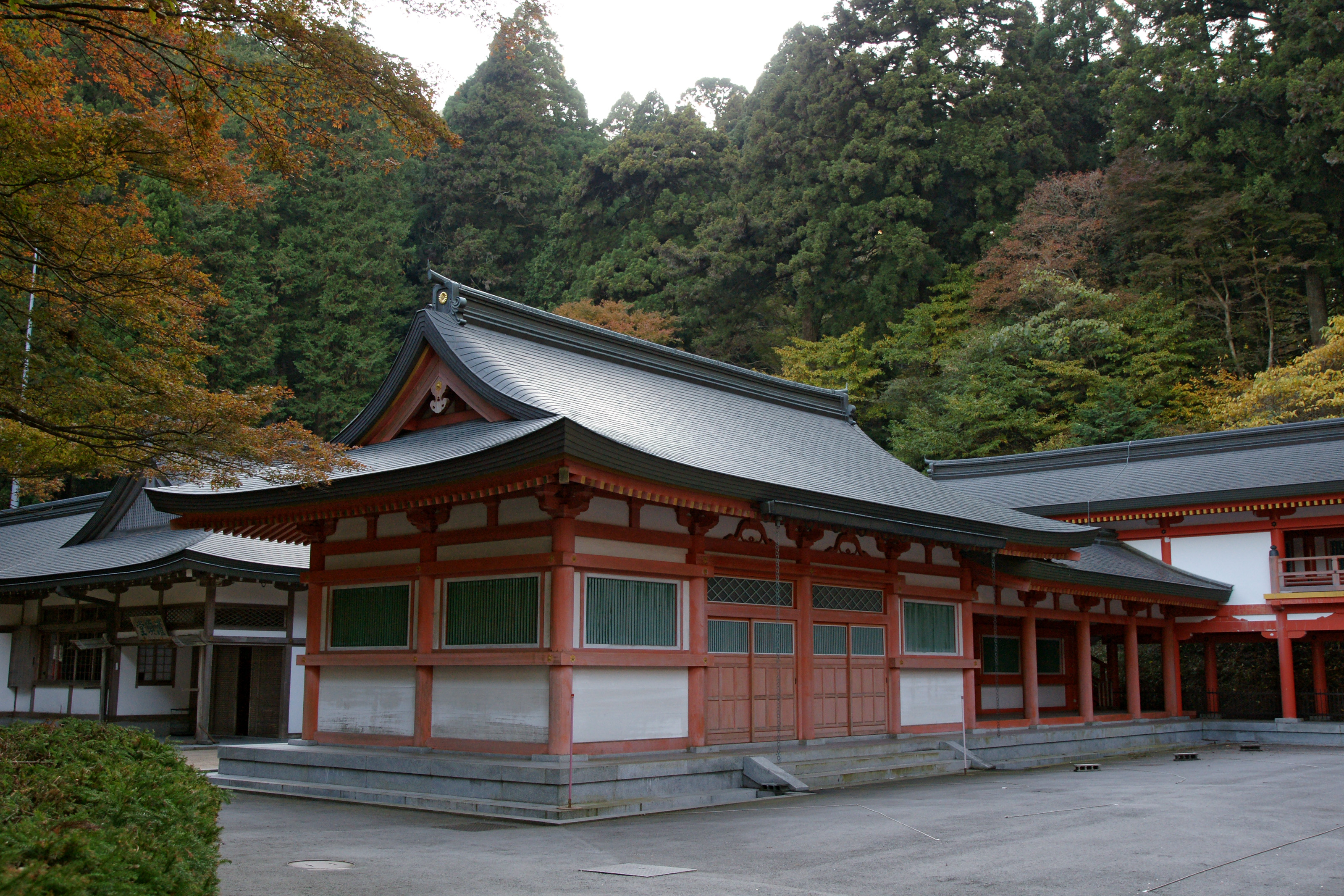
Kanjō-dō (灌頂堂) Einweihungshalle
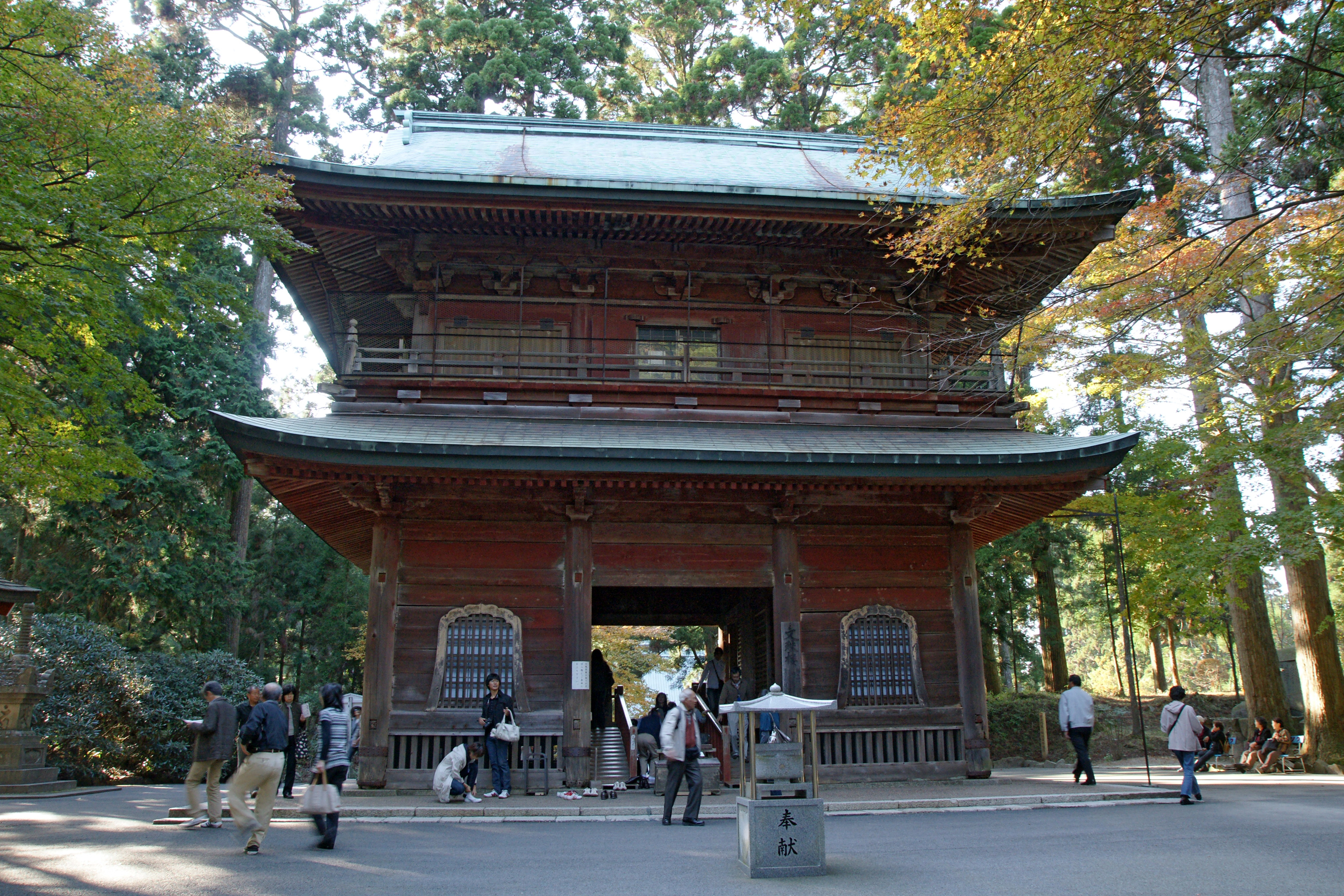
Monju-rō (文殊楼) Monju-Tor
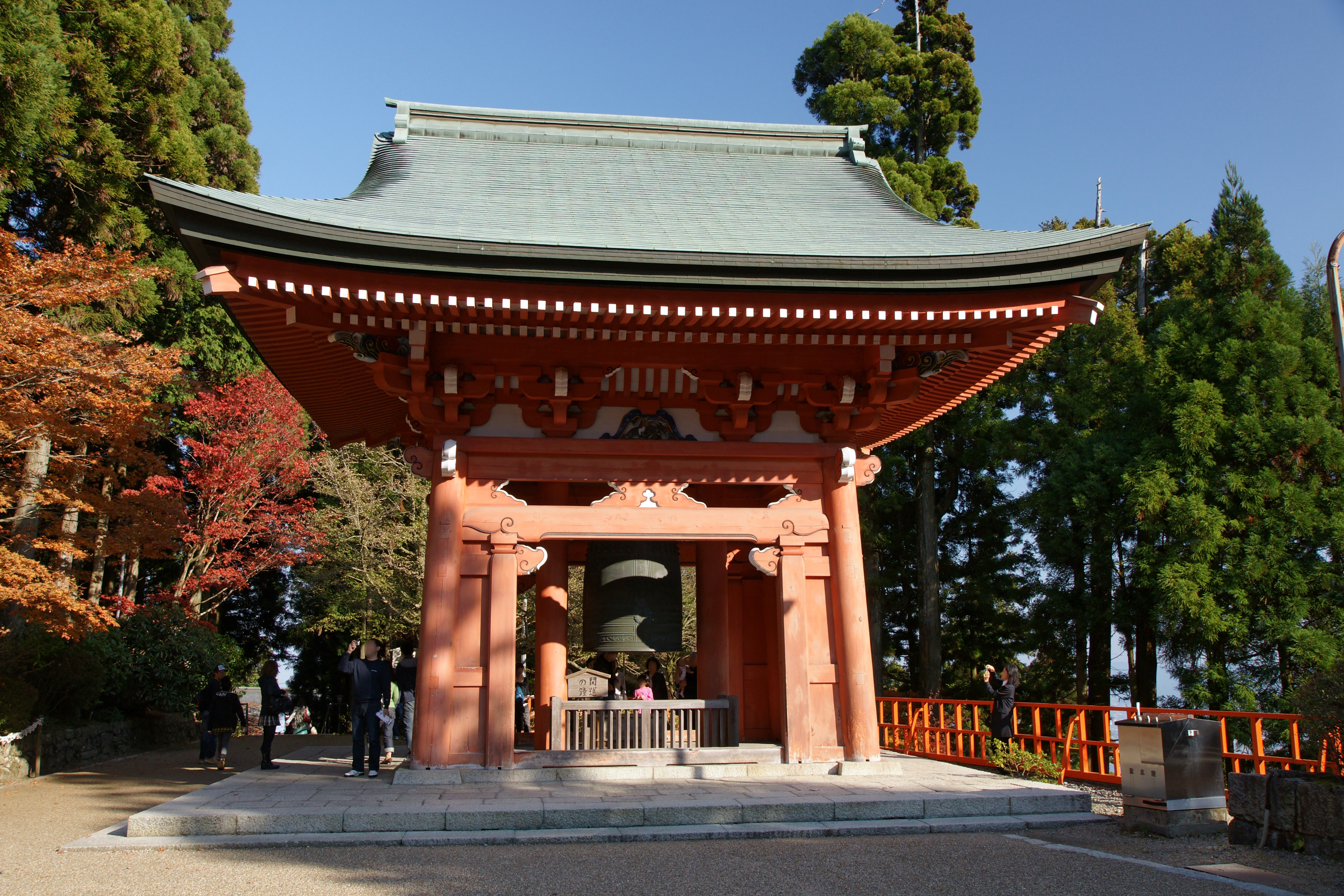
Shōrō (鐘楼) Glockenturm
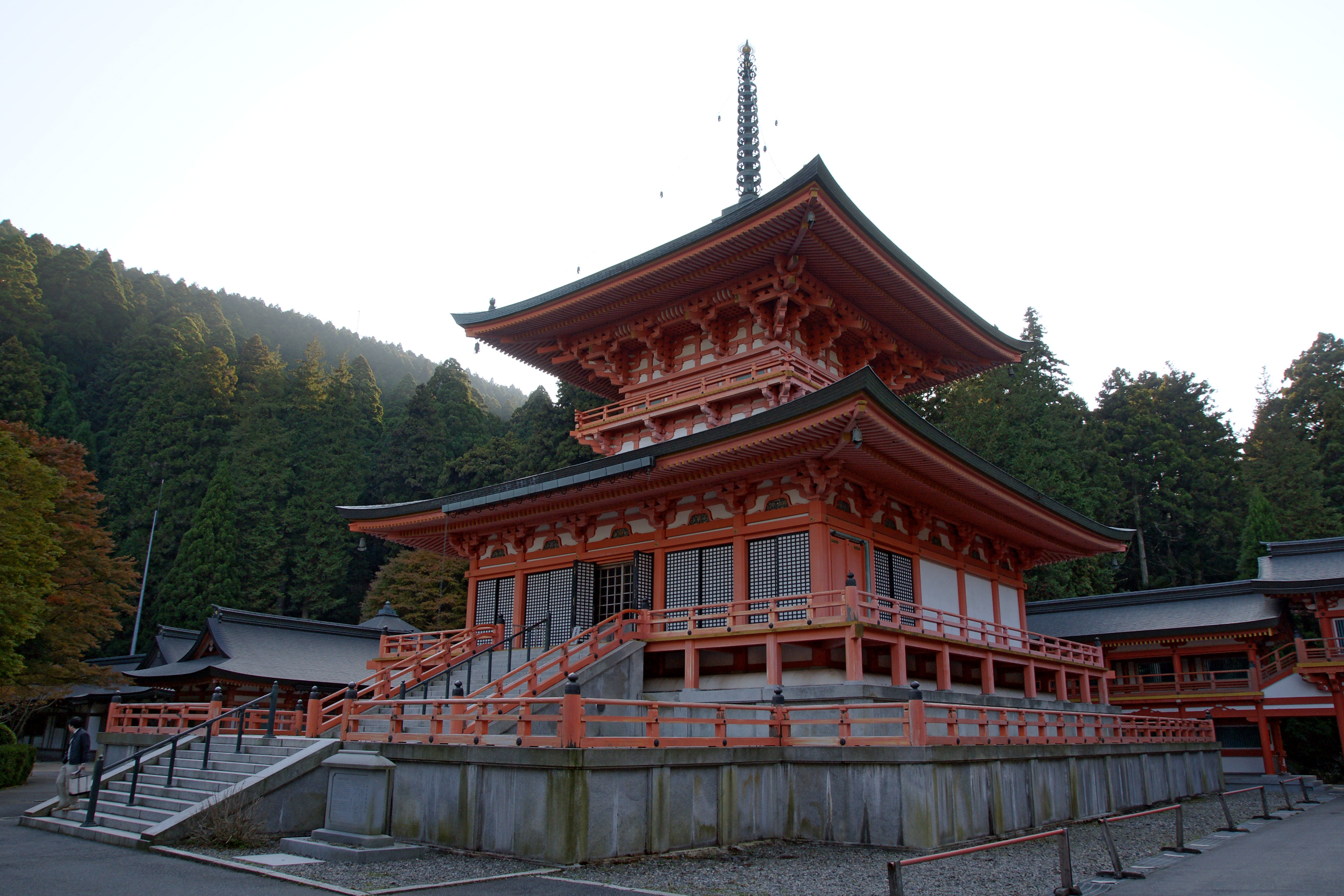
Tō-tō (東塔) Östliche Pagode
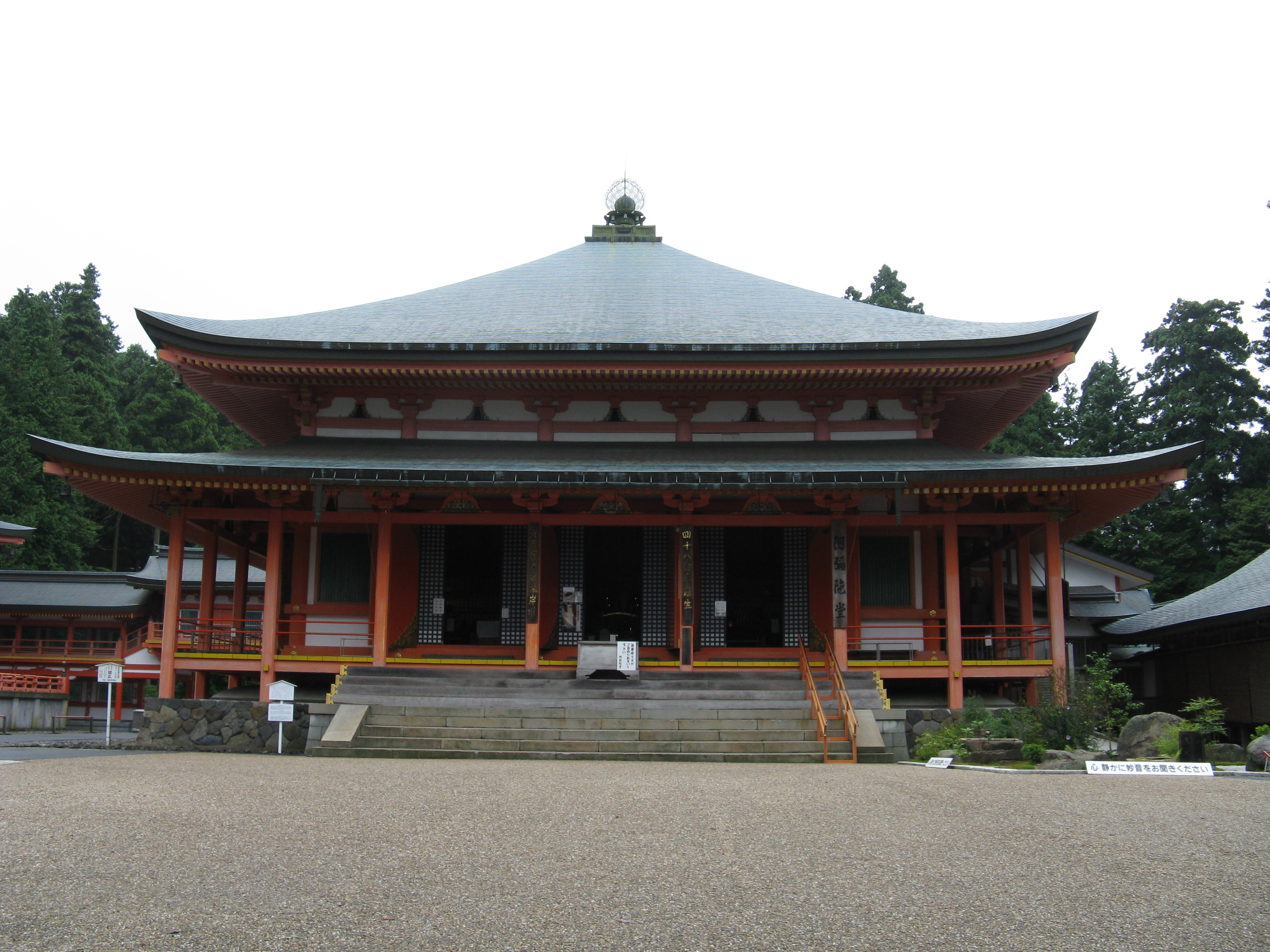
Amida-dō (阿弥陀堂) Amida-Halle
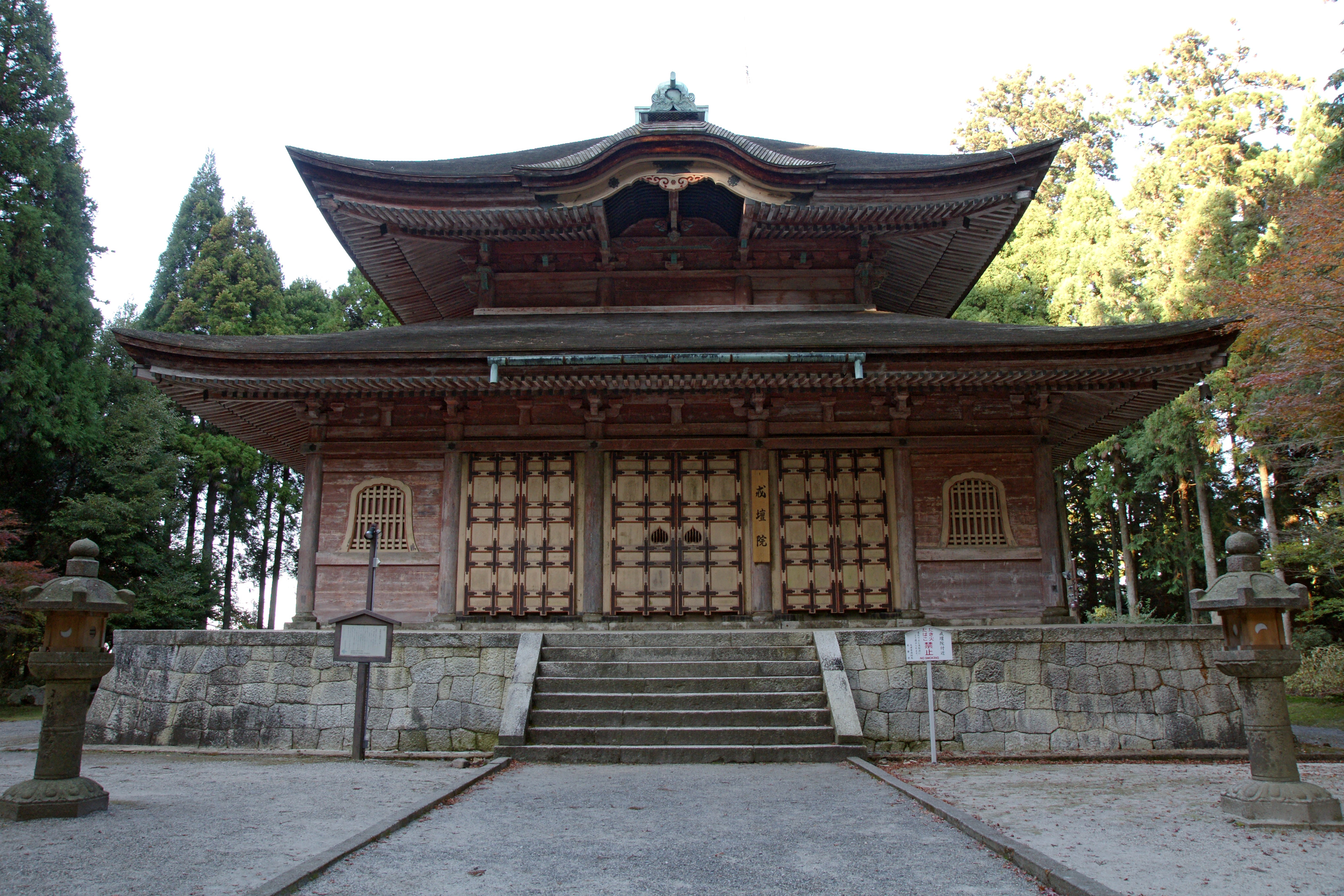
Kaidan-in (戒壇院) Ordinations-Tempel
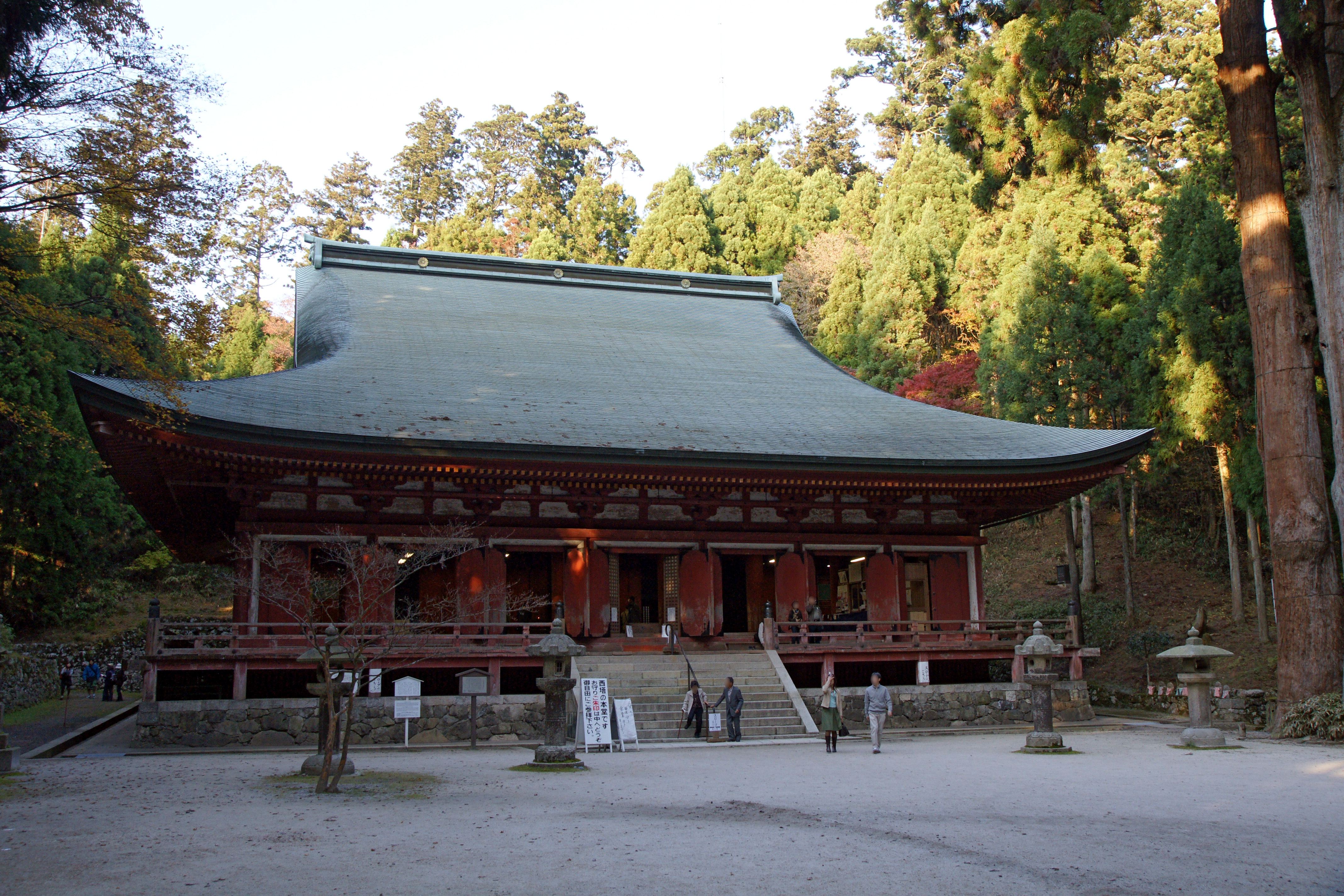
Tenhōrin-dō (転法輪堂) Lehrreden-Halle
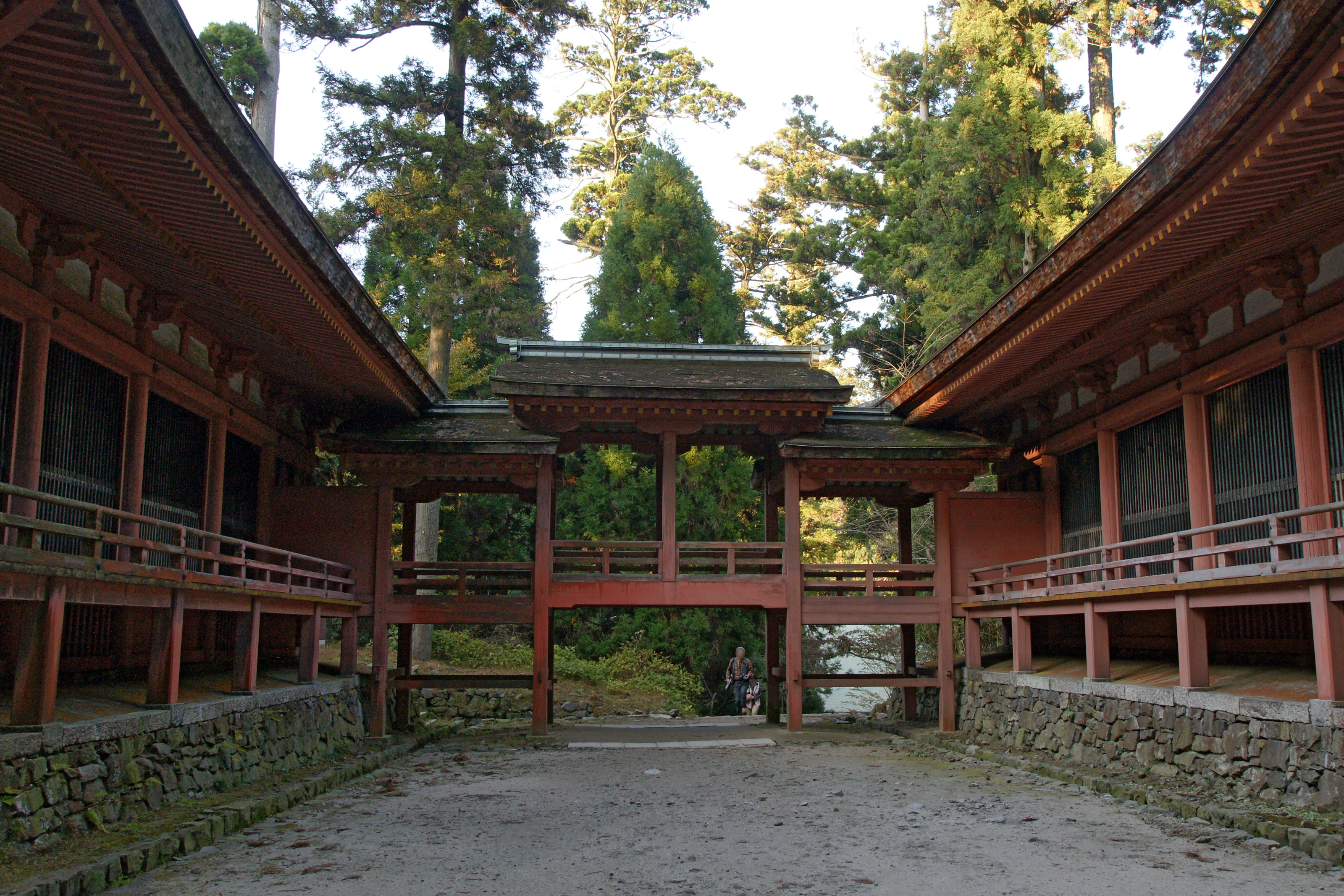
Ninai-dō (にない堂)
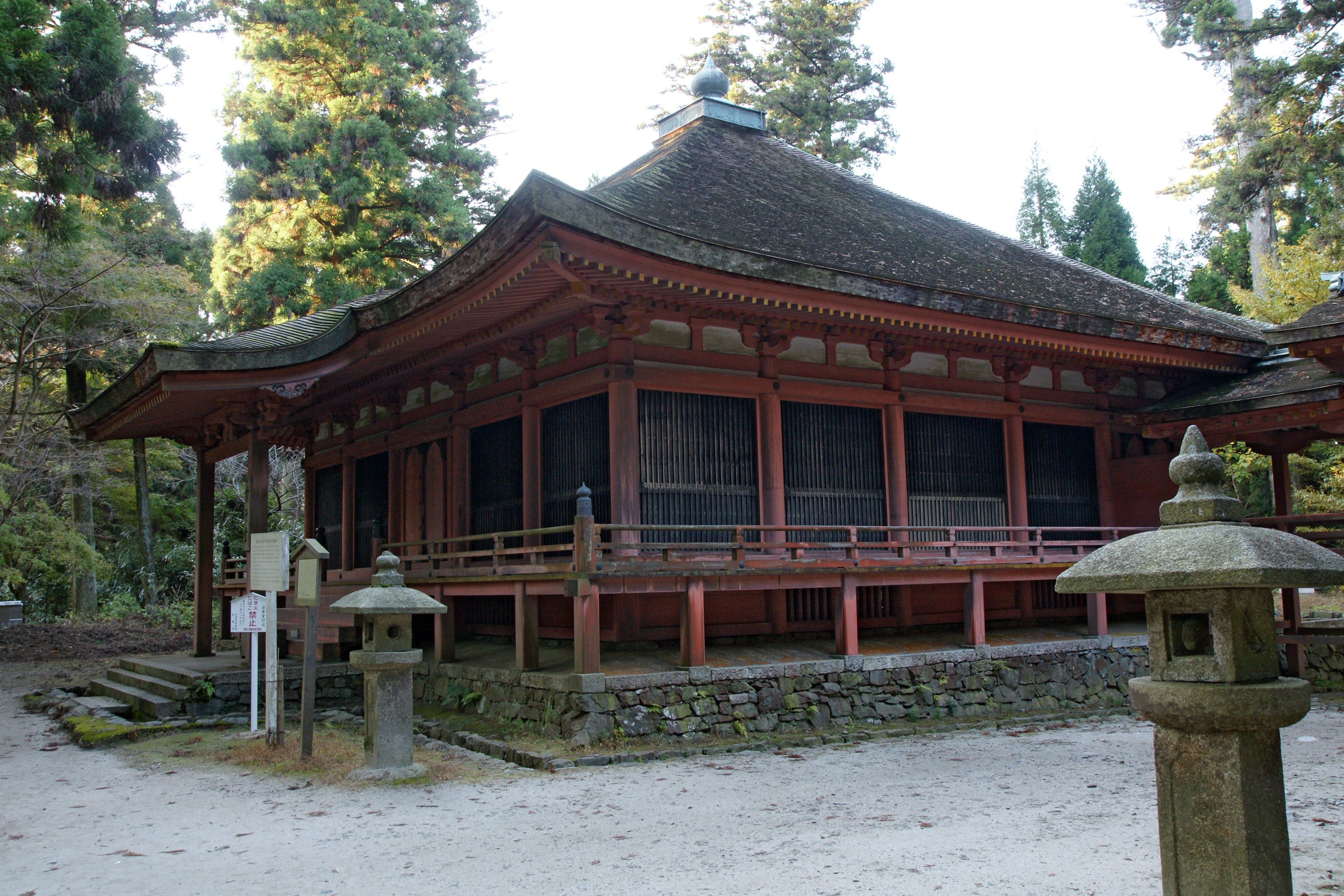
Jōgyō-dō (常行堂) Halle der beständigen Praxis
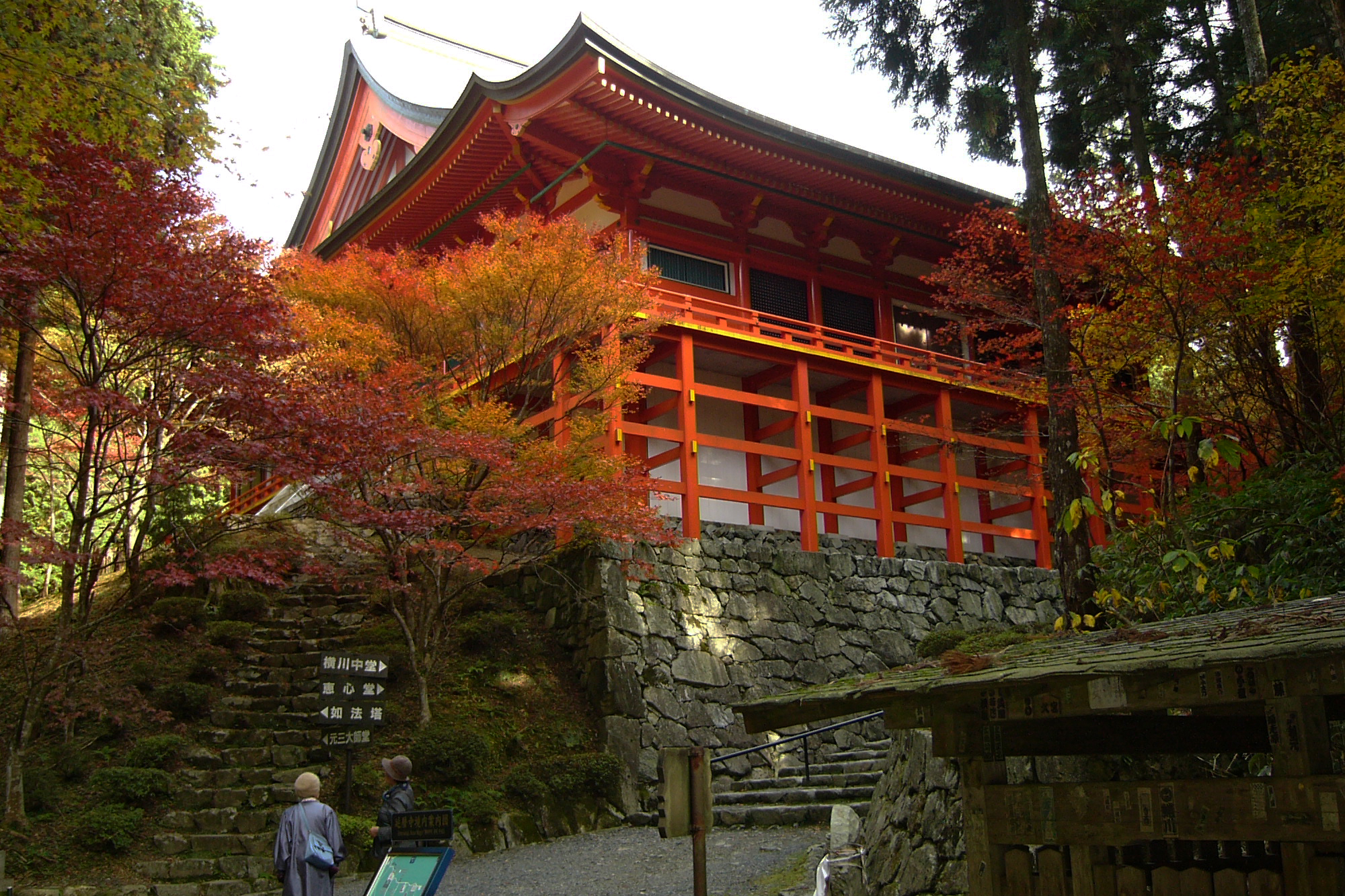
Yokokawa-chūdō (横川中堂) Yokawa Haupthalle